# رود سال (روسیه)
رود سال (انگلیسی: Sal) یک رودخانه در استان روستوف کشور روسیه است.